# Francisco Murcia de la Llana
Francisco Murcia de la Llana (Priego, ciudad de Cuenca, 1566-Madrid, 24 de noviembre de 1639) fue un escritor español del Siglo de Oro.

## Vida
Miembro de una poderosa familia de Murcia que hubo de abandonar aquellas tierras para poner fin a sus enfrentamientos con otra no menos principal, los Soto, nació hacia 1555 en Priego, ciudad de Cuenca y no en su homónima cordobesa, como él mismo consigna en la dedicatoria de sus Selecta circa libros Aristotelis de cœlo, cuando escribe: «Ad Deiparam Virginem de los Hoyos inter montes et rupes Conchenses circa opidum de Pliego constitutam». Estudiớ en Alcalá, donde fue colegial teólogo del mayor de la «Madre de Dios» y posteriormente catedrático de artes, si bien de rango secundario, ya que, como advierte Juan Urriza, no figura en las listas de catedráticos principales. Sabemos también, dentro de la escasez de datos en torno a su vida, que caso con doña Clara de Rivas, de casa noble del reino de Navarra, de la que hubo tres hijos, uno de ellos Francisco, inspirado poeta, al que Lope de Vega elogia en su Laurel de Apolo; y que Felipe III, como reconocimiento a los méritos contraidos con la edición de varias importantes obras durante su paso por la Universidad de Alcalá, lo nombró corrector general de libros. afincándose con este motivo en Madrid, donde falleció de edad muy avanzada el 24 de noviembre de 1639, en medio del respeto de sus coetáneos, como recuerda Lope en los versos citados, en los que dice de nuestro autor:

Si de Francisco Murcia de la Llana,
hijo de aquel varón tan eminente
que duplicó laureles a su frente
en la fuente latina y castellana...

Francisco Murcia de la Llana fue regular poeta, como muestra en sus Canciones lúgubres y tristes a la muerte de D. Christoval de Oñate, teniente de gobernador y capitán general de las conquistas del Nuevo-Méjico, dedicatoria que hizo suponer a Eguiara y Eguren que nuestro autor residió por algún tiempo en México; y también como corrector de libros le cupo la honra de haber revisado la impresión de El Quijote. Sin embargo, su mayor mérito fue el haber editado un Curso completo de Artes en el que ofrece una antología inteligente y hábilmente seleccionada de textos que abarca desde la traducción de las Sumulas de Villalpando hasta las Quaestiones metaphysicae ex variis locis de Gabriel Vásquez, y entre cuyos límites incluye además: Selecta circa universam Aristotelis Dialecticam, varios de cosmología y uno de psicología, Circa libros de Anima, y con cuya publicación aportó un gran impulso al desarrollo de los estudios filosóficos en España durante el siglo xvii.